# Вільгельм I (граф Провансу)
Вільгельм (Гійом) I Визволитель (фр. Guillaume Ier le Libérateur; д/н — 993) — спочатку граф Провансу, потім маркіз Провансу в 968—993 роках.

## Життєпис
Походив з династії Бозонідів (в подальшому відомому як Прованський дім). Другий син Бозона II, графа Провансу, й Констанц В'єннської. Про дату народження відомостей обмаль, проте напевне народився десь в 950-х роках.
У 968 році після смерті батька зі старшим братом Ротбальдом поділив родинні володіння, отримавши північний Прованс. Його брат прийняв титул графа Провансу. Своєю резиденцією Вільгельм I обрав місто Авіньйон. Втім висувається версія, що зовнішню політику брати здійснювали спільно.
Між 968 та 970 роками пошлюбив представницю Коммензького дому. 970 року спільно з братом надав дарунок абатству Св. Віктора у Марселі.
В 973 році очолив військову кампанію проти сарацинів, що у гірському масиві Мор (південно-західний Прованс) фактично утворили самостійну державу, загони якої здійснювали піратські рейди уздовж узбережжя та напади в середину Провансу. На допомогу Вільгельму I прийшли його брат Ротбальд I і Ардуїн, маркграф Турину. Після п'яти успішних сутичок християнська коаліція змусила арабів дати рішучу битву біля містечка Туртур, де мусульмани зазнали нищівної поразки. Невдовзі Вільгельм I захопив їх центральну фортецю Фраксінет, після чого знищив рештки сарацин, звільнивши від них Прованс. За це отримав прізвисько «Визволитель».
Після цього 974 року брати встановили фактичну владу над найпівденнішими землями Провансу, роздавши захоплені території своїм васалам. Конрад I, король Бургундії, визнав захоплені землі спадковими володіннями Бозонідів та дозволив здійснювати збір податків в Провансі. Цим закріплено статус братів Вільгельма і Ротбальда як правителів Провансу. 979 року Вільгельм I прийняв титул маркіза. Разом з Ісарном, єпископом Гренобля, заселив область, яка в подальшому стане відома як Дофіне.
Після того як напочатку 980-х років померла його дружина, Вільгельм I оженився вдруге. Згодом заснував бенедиктинський монастир Сарріан.
991 року надав єпископу Рікульфу Фрежюському половину міста Фрежюс і селище Пуже. 992 року повернув володіння в місті Камарг абатству Сен-Жан в Арлі. 993 року разом з братом здійснив дарування Клюнійському абатству. Невдовзі після цього помер в м. Авіньйон. Його титул маркіза успадкував брат Ротбальд I, а володіння син Вільгельм II.

## Родина
1. Дружина — Арсінда, донька графа Арно де Комменжа
Діти:
- Оділія (976—1032), дружина: 1) Мирона де Мевуйона, віконт Сістерона; 2) Лож'є де Мевуйона, сеньйора Ніцци
- Арсінда
- Ерменгарда

2. Дружина — Аделаїда, донька Фулька II, графа Анжу
Діти:
- Вільгельм (981—1018), граф Провансу
- Констанція (986—1032), дружина Роберта II, короля Франції
- Аделаїда
- Ерменгарда